# Europe et haines
Albums de Trust
The Backsides
(1993) Anti best of
(1997)
Europe et haines est le septième album du groupe de rock français Trust sorti en 1996 sur le label WEA Music.

## Historique
Premier album studio depuis Rock'n' Roll sorti en 1984, Trust revient avec une nouvelle section rythmique comprenant David Jacob (ex P-Vibes) à la basse et Nirox John (ex Bandits) à la batterie.
D'abord réunis pour enregistrer deux où trois titres inédits en vue d'une compilation, Bernie et Nono décident, après des séances de travail fructueuses, d'enregistrer un album complet. Ils reçoivent un très bon contrat de la part de WEA Music et se mettent au travail.
L'enregistrement se passe dans le studio que Nono a créé au Centre des Arts de la commune des Mureaux et dure environ quatre mois entrecoupés de quelques pauses. Nono s'occupe seul de la console, enregistre et réalise l'album, le mixage étant effectué par Bertrand Chatenet.
Ayant délaissé le hard rock de leurs débuts, le groupe évolue désormais dans un univers musical oscillant entre rock et blues. Si la voix de Bernie est toujours mise en avant, la guitare de Nono se fait plus discrète et son jeu est plus sobre, la basse de David Jacob apportant une petite touche « groovy » à l'ensemble. Les paroles de Bernie sont toujours vindicatives (Tous ces visages, Elle disait).
Malgré des critiques peu favorables, l'album se classe à la 8e place des charts français. La sortie de l'album Europe et haines est suivi de la tournée Insurrection dans l'Hexagone pendant laquelle est enregistré l'album en public A Live (sorti en 1997). Nirox John ne participe pas à la tournée, il quitte le groupe après le concert donné à l'occasion du Bol d'or en septembre 1996 et est remplacé par Hervé Koster.

## Liste des titres
Les paroles sont signées par Bernie Bonvoisin et la musique par Norbert Krief
| No  | Titre                         | Durée |
| --- | ----------------------------- | ----- |
| 1.  | On lèche, on lâche, on lynche | 4:01  |
| 2.  | Tout ce qui est bon est mal   | 3:29  |
| 3.  | J'ai vu Dieu                  | 5:07  |
| 4.  | Ailleurs                      | 3:08  |
| 5.  | Elle disait                   | 5:24  |
| 6.  | Lutter sans cesse             | 3:54  |
| 7.  | Merci West                    | 1:02  |
| 8.  | Fais où on te dit de faire    | 3:33  |
| 9.  | Tous ces visages              | 4:04  |
| 10. | Ça vient ça meurt             | 3:38  |
| 11. | La Tounga !                   | 0:26  |
| 12. | Réac-Prendre à vivre          | 3:40  |
| 13. | Tout cela était-il prévu ?    | 3:45  |
| 14. | Princesse Sarah               | 0:23  |
| 15. | Le temps efface tout          | 4:37  |
| 16. | Guerre civile                 | 4:15  |
| 17. | Europe et Haines              | 4:33  |

## Formation
- Bernie Bonvoisin : chant
- Norbert Krief : guitare
- David Jacob : basse et trompette
- Nirox John : batterie